# Calgary Tower
Der Calgary Tower ist ein 190,8 Meter hoher Aussichtsturm in der kanadischen Stadt Calgary. Der Turm hieß ursprünglich The Husky Tower, bis er am 1. November 1971 seinen heutigen Namen bekam. Der 3,5 Millionen kanadische Dollar teure Turm ist ein Joint Venture der beiden Gesellschaften Marathon Realty Company Limited und Husky Energy.

## Technische Daten
- Gesamtgewicht: 10.884 Tonnen
- Architekten: Dale & Partner
- Eröffnung: 30. Juni 1968
- Das Treppenhaus hat 802 Stufen.
- Seit Juli 2005 ist ein Teilbereich der Aussichtsplattform mit einem Glasboden ausgelegt.

## Einrichtungen
In dem Turm befindet sich ein sich drehendes Restaurant. Der Turm ist mit dem +15 Skywalk System der Stadt Calgary verbunden. In der Empfangshalle befinden sich ein weiteres Restaurant, ein Souvenirshop sowie ein Touristeninformationszentrum der Stadt.